# Monte Carlo Masters 2016 - Qualificazioni singolare
Le qualificazioni del singolare  del Monte Carlo Masters 2016 sono state un torneo di tennis preliminare per accedere alla fase finale della manifestazione. I vincitori dell'ultimo turno sono entrati di diritto nel tabellone principale. In caso di ritiro di uno o più giocatori aventi diritto a questi sono subentrati i lucky loser, ossia i giocatori che hanno perso nell'ultimo turno ma che avevano una classifica più alta rispetto agli altri partecipanti che avevano comunque perso nel turno finale.

## Teste di serie
1. Marcel Granollers (ultimo turno, Lucky loser)
2. Denis Istomin (primo turno)
3. Michail Južnyj (ultimo turno)
4. Michail Kukuškin (primo turno)
5. Damir Džumhur (qualificato)
6. Santiago Giraldo (ultimo turno)
7. Tarō Daniel (qualificato)

1. Facundo Bagnis (ultimo turno)
2. Pierre-Hugues Herbert (qualificato)
3. Thomas Fabbiano (ultimo turno)
4. Daniel Gimeno Traver (qualificato)
5. Thiemo de Bakker (primo turno)
6. Filip Krajinović (qualificato)
7. Jan-Lennard Struff (qualificato)

## Qualificati
1. Daniel Gimeno Traver
2. Jan-Lennard Struff
3. Pierre-Hugues Herbert
4. Stéphane Robert

1. Damir Džumhur
2. Filip Krajinović
3. Tarō Daniel

### Lucky Loser
1. Marcel Granollers

## Tabellone

### Legenda
| - Q = Qualificato - WC = Wild card - LL = Lucky loser | - ALT = Alternate - SE = Special Exempt - PR = Protected Ranking | - w/o = Walkover - r = Ritirato - d = Squalificato |

### Sezione 1
|  | Primo turno | Primo turno          | Primo turno          | Primo turno | Primo turno |  |  | Secondo turno | Secondo turno        | Secondo turno        | Secondo turno | Secondo turno |  |
|  |             |                      |                      |             |             |  |  |               |                      |                      |               |               |  |
|  | 1           | Marcel Granollers    | Marcel Granollers    | 6           | 6           |  |  |               |                      |                      |               |               |  |
|  |             | Daniil Medvedev      | Daniil Medvedev      | 4           | 4           |  |  | 1             | Marcel Granollers    | Marcel Granollers    | 3             | 0             |  |
|  |             | Farrukh Dustov       | Farrukh Dustov       | 1           | 2           |  |  | 11            | Daniel Gimeno Traver | Daniel Gimeno Traver | 6             | 6             |  |
|  | 11          | Daniel Gimeno Traver | Daniel Gimeno Traver | 6           | 6           |  |  |               |                      |                      |               |               |  |

### Sezione 2
|  | Primo turno | Primo turno        | Primo turno        | Primo turno | Primo turno |  |  | Secondo turno | Secondo turno      | Secondo turno      | Secondo turno | Secondo turno |  |
|  |             |                    |                    |             |             |  |  |               |                    |                    |               |               |  |
|  | 2           | Denis Istomin      | Denis Istomin      | 4           | 64          |  |  |               |                    |                    |               |               |  |
|  | WC          | Hugo Nys           | Hugo Nys           | 6           | 7           |  |  | WC            | Hugo Nys           | Hugo Nys           | 2             | 3             |  |
|  |             | Adrian Ungur       | Adrian Ungur       | 3           | 6           |  |  | 14            | Jan-Lennard Struff | Jan-Lennard Struff | 6             | 6             |  |
|  | 14          | Jan-Lennard Struff | Jan-Lennard Struff | 6           | 7           |  |  |               |                    |                    |               |               |  |

### Sezione 3
|  | Primo turno | Primo turno           | Primo turno    | Primo turno | Primo turno |  |  | Secondo turno | Secondo turno         | Secondo turno | Secondo turno | Secondo turno |  |
|  |             |                       |                |             |             |  |  |               |                       |               |               |               |  |
|  | 3           | Michail Južnyj        | Michail Južnyj | 6           | 6           |  |  |               |                       |               |               |               |  |
|  |             | Daniel Brands         | Daniel Brands  | 4           | 3           |  |  | 3             | Michail Južnyj        | 6             | 6             | 4             |  |
|  |             | Kenny de Schepper     | 7              | 3           | 65          |  |  | 9             | Pierre-Hugues Herbert | 2             | 7             | 6             |  |
|  | 9           | Pierre-Hugues Herbert | 68             | 6           | 7           |  |  |               |                       |               |               |               |  |

### Sezione 4
|  | Primo turno | Primo turno       | Primo turno       | Primo turno | Primo turno |  |  | Secondo turno | Secondo turno     | Secondo turno | Secondo turno | Secondo turno |  |
|  |             |                   |                   |             |             |  |  |               |                   |               |               |               |  |
|  | 4           | Michail Kukuškin  | 6                 | 3           | 4           |  |  |               |                   |               |               |               |  |
|  |             | Stéphane Robert   | 4                 | 6           | 6           |  |  |               | Stéphane Robert   | 6             | 5             | 6             |  |
|  | WC          | Benjamin Balleret | Benjamin Balleret | 6           | 7           |  |  | WC            | Benjamin Balleret | 3             | 7             | 1             |  |
|  | 12          | Thiemo de Bakker  | Thiemo de Bakker  | 4           | 5           |  |  |               |                   |               |               |               |  |

### Sezione 5
|  | Primo turno | Primo turno      | Primo turno      | Primo turno | Primo turno |  |  | Secondo turno | Secondo turno   | Secondo turno   | Secondo turno | Secondo turno |  |
|  |             |                  |                  |             |             |  |  |               |                 |                 |               |               |  |
|  | 5           | Damir Džumhur    | Damir Džumhur    | 6           | 6           |  |  |               |                 |                 |               |               |  |
|  |             | Salvatore Caruso | Salvatore Caruso | 2           | 3           |  |  | 5             | Damir Džumhur   | Damir Džumhur   | 6             | 6             |  |
|  |             | Filippo Volandri | Filippo Volandri | 4           | 4           |  |  | 10            | Thomas Fabbiano | Thomas Fabbiano | 1             | 3             |  |
|  | 10          | Thomas Fabbiano  | Thomas Fabbiano  | 6           | 6           |  |  |               |                 |                 |               |               |  |

### Sezione 6
|  | Primo turno | Primo turno        | Primo turno        | Primo turno | Primo turno |  |  | Secondo turno | Secondo turno    | Secondo turno    | Secondo turno | Secondo turno |  |
|  |             |                    |                    |             |             |  |  |               |                  |                  |               |               |  |
|  | 6           | Santiago Giraldo   | Santiago Giraldo   | 6           | 6           |  |  |               |                  |                  |               |               |  |
|  | WC          | Romain Arneodo     | Romain Arneodo     | 4           | 3           |  |  | 6             | Santiago Giraldo | Santiago Giraldo | 4             | 62            |  |
|  |             | Konstantin Kravčuk | Konstantin Kravčuk | 3           | 1           |  |  | 13            | Filip Krajinović | Filip Krajinović | 6             | 7             |  |
|  | 13          | Filip Krajinović   | Filip Krajinović   | 6           | 6           |  |  |               |                  |                  |               |               |  |

### Sezione 7
|  | Primo turno | Primo turno    | Primo turno    | Primo turno | Primo turno |  |  | Secondo turno | Secondo turno  | Secondo turno  | Secondo turno | Secondo turno |  |
|  |             |                |                |             |             |  |  |               |                |                |               |               |  |
|  | 7           | Tarō Daniel    | Tarō Daniel    | 6           | 6           |  |  |               |                |                |               |               |  |
|  |             | Karen Chačanov | Karen Chačanov | 2           | 4           |  |  | 7             | Tarō Daniel    | Tarō Daniel    | 7             | 6             |  |
|  | WC          | Lucas Catarina | 6              | 4           | 3           |  |  | 8             | Facundo Bagnis | Facundo Bagnis | 65            | 4             |  |
|  | 8           | Facundo Bagnis | 4              | 6           | 6           |  |  |               |                |                |               |               |  |